# Wirus chronicznego paraliżu pszczół
Wirus chronicznego paraliżu pszczół (ang. Chronic bee paralysis virus – CBPV) – wirus atakujący pszczoły. 

## Historia odkrycia
Objawy mogące wskazywać na chroniczny paraliż opisywał u pszczół już Arystoteles. Przez długi czas nie były jasne przyczyny zakażenia. Jako możliwe wektory wskazywano roztocza Acarapis woodi, pierwotniaki Nosema apis i Malpighamoeba mellificae lub bakterie. W latach 60. L. Bailey odkrył i opisał wirusa nazwanego wirusem chronicznego paraliżu pszczół (CBPV).
W 1963 roku, przy okazji prac nad chronicznym paraliżem pszczół, odkryto przypadkowo wirusa ostrego paraliżu pszczół.

## Epidemiologia
Wirus CBPV występuje u pszczół powszechnie w niewielkiej ilości, nie powodując objawów klinicznych, a dopiero pod wpływem czynników sprzyjających przebywaniu pszczół w ulu, m.in. długich okresów niepogody lub nadmiernego rozrostu populacji, dochodzi do namnożenia się wirusa i w efekcie pojawienia się objawów klinicznych.
W Polsce po raz pierwszy obecność CBPV potwierdzono w 1992 r.

## Objawy
Objawy kliniczne mogą występować w postaci dwóch syndromów:
- Syndrom I charakteryzuje się występowaniem u pszczół zaburzeń w poruszaniu się oraz porażeń. Chore osobniki gromadzą się w najcieplejszych miejscach ula, później natomiast są wyrzucane na zewnątrz, gdzie pełzają. Można u tych osobników zaobserwować nieskoordynowane, chwiejne ruchy, drżenie i rozciągnięcie odwłoka oraz rozstawienie skrzydeł na boki. Objawy utrzymują się kilka dni, po czym następuje śmierć wszystkich osobników. Syndrom ten znany jest od początków XX wieku[1].

- Syndrom II charakteryzuje się występowaniem prawie bezwłosych pszczół o barwie czarnej. Przyczyna występowania tego zjawiska u pszczół zakażonych CBPV jest nieznana. W początkowej fazie choroby owady są zdolne do lotu, ale po opuszczeniu ula nie są już do niego wpuszczane, co również nie jest dobrze zbadane. Kolejną fazą jest pojawienie się drgawek, porażenia i zaburzeń koordynacji ruchów. Osobniki wykazujące ten zespół objawów giną po kilku dniach[1].

Ponieważ czarne pszczoły krążą wokół ula, były początkowo identyfikowane jako osobniki kradnące pokarm, co podejrzewał już Arystoteles. Określenie pszczoły-złodziejki było w różnych modyfikacjach znane w wielu krajach.